# Théorie tenseur-scalaire
L'expression théorie tenseur-scalaire, ou théorie scalaire-tenseur désigne une théorie relativiste de la gravitation dans laquelle le champ gravitationnel est déterminé non seulement par la métrique de l'espace (comme en relativité générale), mais aussi par une autre quantité appelée champ scalaire. La théorie de Brans et Dicke est l'exemple le plus connu de théorie tenseur-scalaire. La version relativiste de la théorie MOND est un autre exemple, quoique faisant appel à une structure encore plus complexe qu'une théorie tenseur scalaire ordinaire, puisque plus d'objets qu'un champ scalaire supplémentaire sont nécessaires pour décrire cette théorie. On parle alors de gravité tenseur-vecteur-scalaire, ou plus communément TeVeS pour décrire cette théorie. 
Les théories tenseur-scalaires ont une structure en général plus complexe que la relativité générale, dont elles représentent une alternative possible.

## Statut observationnel
Les théories tenseur-scalaire font des prédictions différentes de la relativité générale en ce qui concerne tous les effets relativistes prévus par celle-ci comme la précession relativiste du périastre, l'effet Shapiro ou la déviation des rayons lumineux par des corps massifs.
D'un point de vue observationnel, les prédictions de l'ensemble de ces théories relatives à ces effets sont en général paramétrés par des quantités appelées paramètres post-newtoniens. Les théories tenseur-scalaire, comme l'ensemble des alternatives à la relativité générale, sont ainsi cataloguées suivant les valeurs des paramètres post-newtoniens qu'elles prédisent, valeurs qui peuvent éventuellement dépendre de paramètres de la théorie tenseur-scalaire considérée. Ces paramètres post-newtoniens peuvent par ailleurs être contraints observationnellement (par exemple en mesurant très précisément l'effet Shapiro, ou bien la déflexion subie par un rayon lumineux passant très proche de la surface du Soleil), ce qui permet de tester ces différentes théories. À l'heure actuelle (2025) aucune observation ne contraint les paramètres post-newtoniens à des valeurs différentes de celles prédites par la relativité générale. Cela signifie que toutes les théories tenseur-scalaires faisant des prédictions observationnellement distinguables de la relativité générale sont exclues, et que les seules théories tenseur-scalaires aujourd'hui viables sont celles qui ne sont pas distinguables de la relativité générale.
Il est cependant possible qu'un jour l'amélioration des mesures permette de déceler que les paramètres post-newtoniens ont des valeurs différentes — quoique très proches — de celles prédites par la relativité générale, auquel cas il faudra trouver une autre théorie que la relativité générale pour décrire les phénomènes gravitationnels observés.